# Gare de Lingolsheim
Gare de Lingolsheim vasútállomás Franciaországban, Lingolsheim településen.

## Vasútvonalak
Az állomást az alábbi vasútvonalak érintik:
- Strasbourg–Saint-Dié-vasútvonal

## Kapcsolódó állomások
A vasútállomáshoz az alábbi állomások vannak a legközelebb:
- Gare de Strasbourg-Roethig (Gare de Strasbourg)
- Gare de Holtzheim
- Gare d’Entzheim-Aéroport (Gare de Molsheim)